# Generaal Majoor de Ruyter van Steveninckkazerne
De Generaal-majoor de Ruyter van Steveninckkazerne is een kazerne van de Nederlandse Krijgsmacht aan de Eindhovensedijk in Oirschot. De kazerne is vernoemd naar Albert Cornelis De Ruyter van Steveninck.

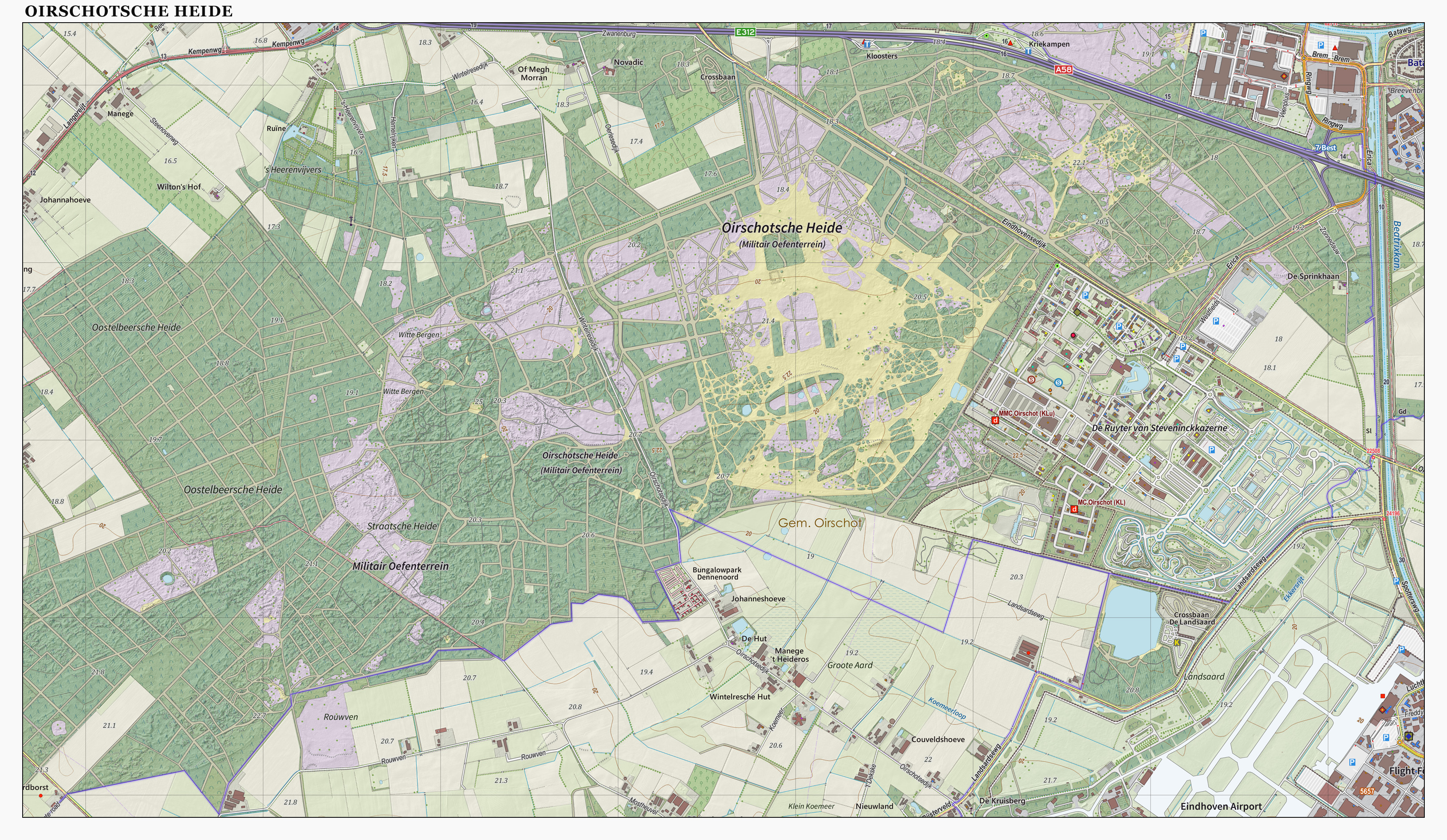
De Oirschotse heide met op rechts de Generaal-majoor de Ruyter van Steveninckkazerne.

De kazerne, welke grenst aan de Oirschotse Heide, is de thuisbasis van onder andere de 13 Lichte Brigade en het Opleidings- en Trainingscentrum Rijden.

## Geschiedenis

### Jaren 40
Nadat eind 1944 het zuiden van Nederland was bevrijd werden er plannen gemaakt om in Nederland een grote Expeditionaire Legermacht op te bouwen. In het voorjaar van 1945 toen het erop begon te lijken dat de oorlog ten einde zou lopen werd door het militair gezag in de omgeving van Eindhoven gezocht naar een locatie voor een groot opleidingskamp. Op 22 juni 1945 werd in de gemeenteraad van Oirschot medegedeeld dat er in de heide op Oirschots grondgebied een kamp voor 15000 militairen zou worden ingericht. Op 21 september 1945 werd de bouwvergunning verstrekt en op maandag 6 augustus werd gestart met de bouw van het kamp bij Oirschot.
De oorspronkelijke legerplaats is in zijn geheel ontworpen en gefaseerd gebouwd. De opzet van het "kampement A" bestond uit zo'n 215 gebouwen verdeeld over drie legeringsgebieden en een middenterrein:
- 1e legeringsgebied, welke bestemd was voor een afdeling artillerie;
- 2e legeringsgebied, welke bestemd was voor een bataljon infanterie;
- 3e legeringsgebied, welke ook bestemd was voor een bataljon infanterie;
- het middenterrein met groot exercitieveld was verder bestemd voor ontspanning, keukens, kantines, een bioscoop, sportzaal, polikliniek, een ziekenverblijf, kerken, badhuizen, zwembad, vijvers en een muziekkoepel.
- Daarnaast waren er magazijnen, werkplaatsen, loodsen en munitiedepots.[2][3][4]

### Jaren 50

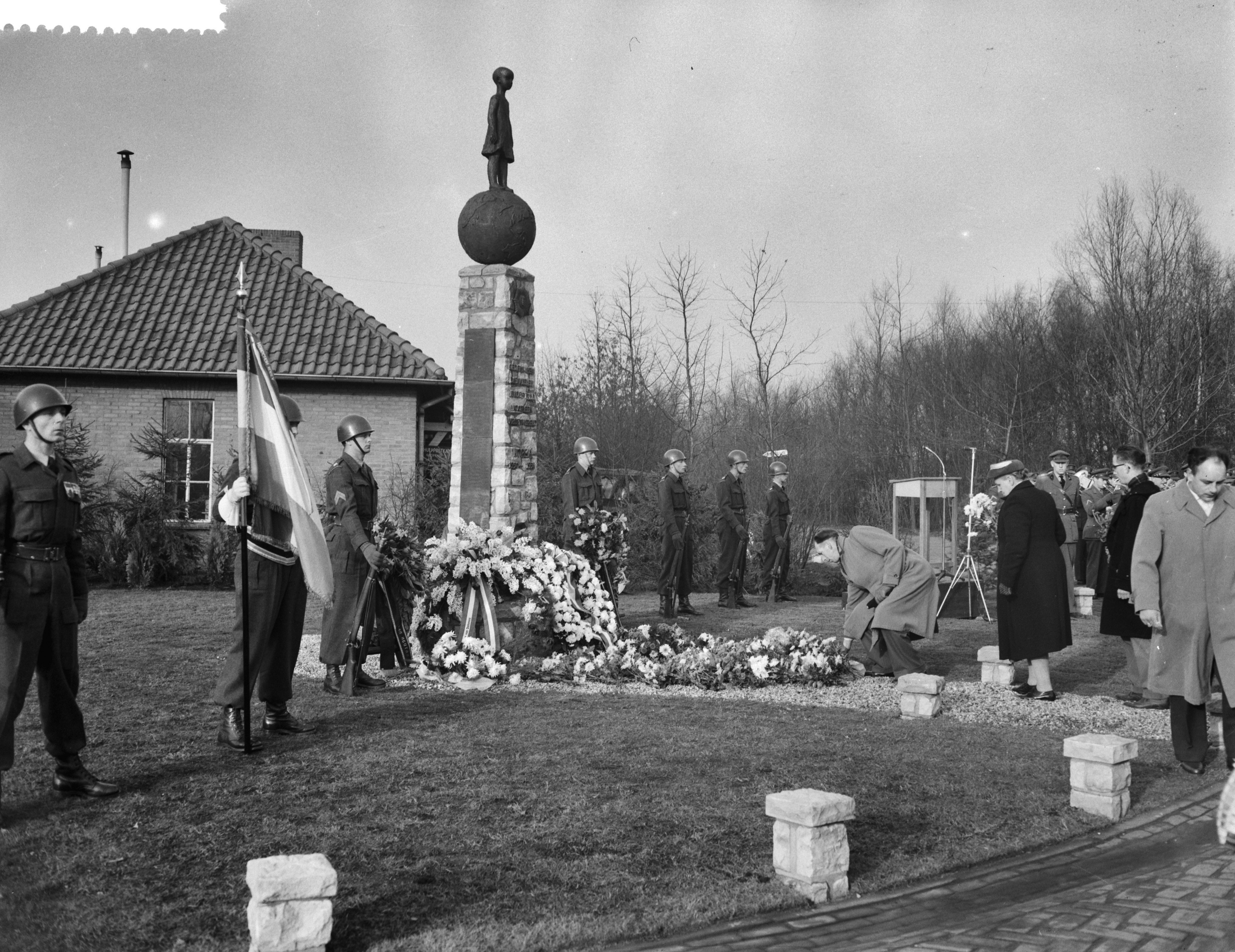
De onthulling van het monument ter gedachtenis van de gesneuvelden van het Korea detachement.

In het begin van de jaren 50 wordt het kamp Oirschot gebruikt voor de tijdelijke opvang van Ambonese KNIL-Militairen en hun gezinnen en wordt de naam Legerplaats Oirschot ingevoerd. Tot juli 1952 werden de gebouwen op het kamp verwarmd door middel van potkachels gestookt met eierkolen. De oplevering van twee ketelhuizen zorgt er vanaf juli voor dat het gehele kamp wordt aangesloten op een centrale verwarming.
Op recreatief gebied komt er in 1954 het PMT (Protestant Militair Tehuis) en in 1955 volgt het KMT (Katholiek Militair Tehuis). Beiden worden tegenover de kazerne gebouwd aan de Eindhovensedijk. De Officiers Mess wordt in 1955 opgeleverd. In 1959 wordt het Korea monument van beeldhouwer Peter Roovers, onthuld.

### Jaren 60
In 1969 wordt de Legerplaats opnieuw voorzien van een nieuwe naam: de Generaal-majoor de Ruyter van Steveninckkazerne. Deze naamswijziging gaat gepaard met de onthulling van het monument van de Generaal-majoor op de kazerne. de onthulling wordt gedaan door de weduwe van de Ruyter van Steveninck. Het Korea monument wordt in hetzelfde jaar verplaatst naar de Koning Willem I kazerne.

### Jaren 70
In de jaren 1972 en 1973 worden zo'n 90 gebouwen uit de wederopbouwperiode gesloopt om plaats te maken voor nieuwbouw: een groot onderofficiershotel, 12 zogenaamde flats en 8 kantoren. De flats bevatte elk 50 kamers met ieder 4 bedden, 2 leslokalen, een bar en douches. In 1978 wordt de op dat moment modernste schietbaan in Europa in gebruik genomen op de kazerne.

### 2000 - heden

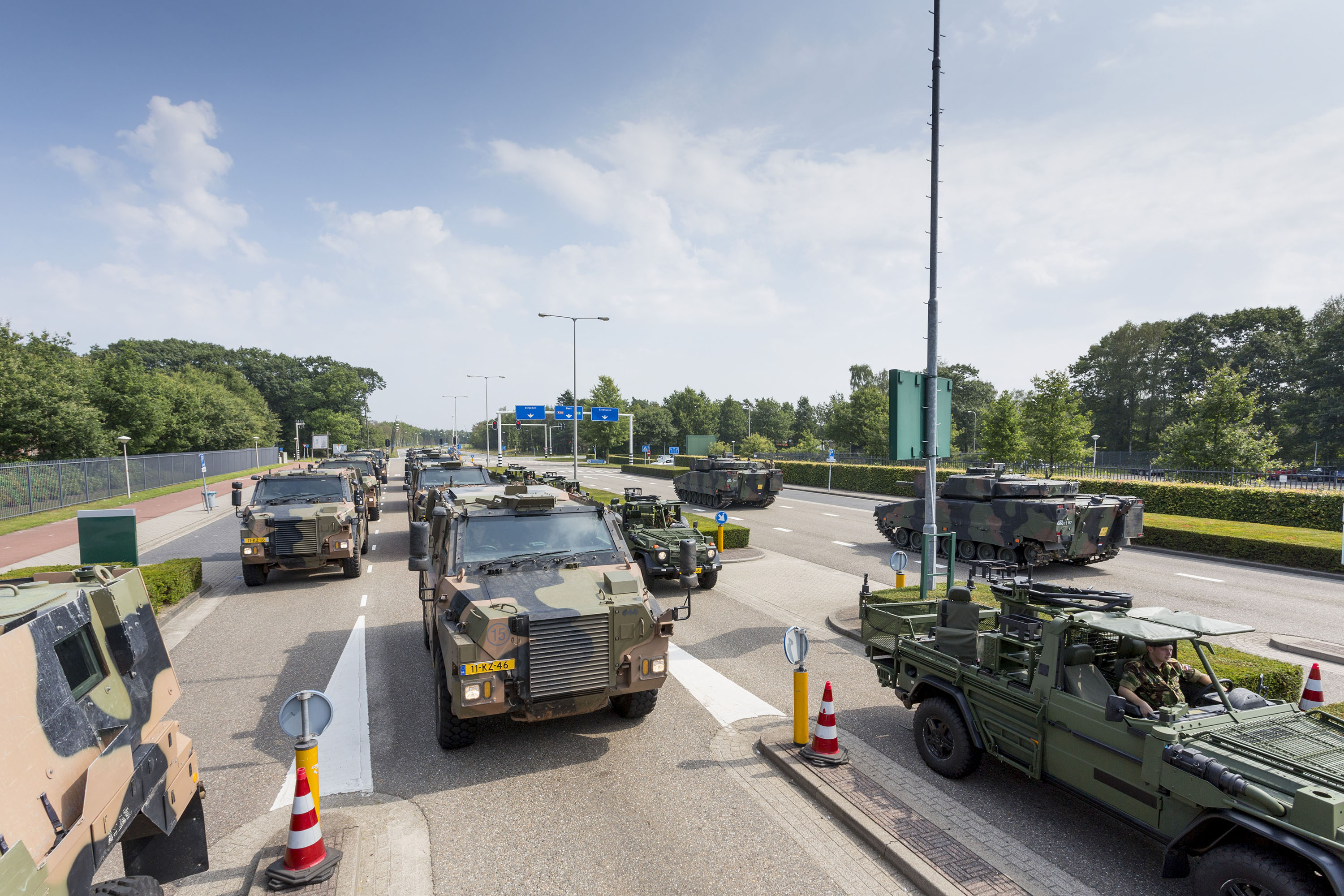
Voertuigen voor de rond 2000 gebouwde toegangspoort

Rond 2000 wordt de bestaande poort gesloopt en komt er een nieuwe ingang. Naast de bouw van diverse gebouwen wordt er ook een kinderopvang gebouwd. In 2003 wordt de kazerne uitgebreid met het rijopleidingscentrum Strijpse Kampen welke bestaat uit 3 legeringsgebouwen, een kantoorgebouw, 5 instructiehallen, een lesgebouw, een simulatorgebouw en een bedrijfsrestaurant met kantine voor 1400 personen.
In 2023 heeft de gemeente van Oirschot drie militaire bouwwerken aangewezen om op te nemen in de monumentenlijst. Dit met als doel het militaire erfgoed van de gemeente veilig te stellen. Onder deze drie militaire bouwwerken valt ook gebouw 95, ook bekend als het Poortgebouw.

## Gebruikers van de kazerne
Op- of bij de kazerne zijn de volgende eenheden gevestigd:

### 13 Lichte Brigade
De Generaal-majoor De Ruyter van Steveninckkazerne is de hoofdlocatie van de 13 lichte brigade. 
Het Garderegiment Fuseliers Prinses Irene (de opvolger van de Prinses Irene Brigade) is onderdeel van de 13 Lichte Brigade en is sinds 1992 ook op de kazerne gelegerd. Generaal-majoor de Ruyter van Steveninck leidde de Prinses Irene Brigade in de tweede wereldoorlog tijdens de opmars van de geallieerden in 1944 en 1945 door Frankrijk, België en Nederland. 

### Opleidings- en Trainingscentrum Rijden
Het Opleidings- en Trainingscentrum Rijden (OTCRij) geeft rijopleidingen, bergingsopleidingen en bijscholingen op het Defensiecomplex de Strijpse Kampen, naast de legerplaats Oirschot.